# Animals United
Animals United (Konferenz der Tiere) è un film d'animazione del 2010 realizzato in CGI, diretto da Reinhard Klooss e Holger Tappe, basato sul romanzo di Erich Kästner.

## Trama
In Africa, nell'Okavango, l'acqua scarseggia e per gli animali è un grosso problema. Così il suricato Billy, il leone Socrate, l'elefantessa Angie e la giraffa reticolata Gisella partono per cercare di scoprire la causa. Vengono aiutati dal gallo Charles, le tartarughe delle Galapagos Winston e Giorgina, il canguro rosso Toby, il diavolo della Tasmania Diablo e l'orso polare Sushi, arrivati nell'Okavango traversando gli oceani su una vasca da bagno arrugginita.
Trovare l'acqua non è però un'impresa facile: il gruppo deve infatti competere con un feroce leopardo e, soprattutto, con gli esseri umani che hanno costruito una gigantesca diga per creare un "paradiso ecosostenibile" con villaggio vacanze.

## Personaggi
Principali
Billy: è il protagonista del film. È un suricato nero che ha una moglie ed un figlio di nome Junior. È stato lui a distruggere la diga lanciando un sasso nelle tubature mentre gli animali sbattevano con le loro zampe per terra. Sa anche suonare il tamburo con ossa di animali. È doppiato in lingua originale da Ralf Schmitz ed in italiano da Gianfranco Miranda.
Junior: è il figlio di Billy. Riceve sempre prese in giro dai suoi amici perché suo padre non riesce a mantenere le sue promesse. È doppiato in italiano da Federico Bebi.
Socrate: è un leone africano, amico di Billy, nonché re di tutti gli animali. Viene rapito nel film da un cacciatore, ma poi venne liberato da Maia, la figlia del direttore Smith. Aveva un fratello di nome Mambo, ma venne ucciso da Hunter il cacciatore mentre stavano andando alla Valle della Morte. Dopo la morte del fratello, Socrate divenne vegetariano e decise che tutti gli animali dovevano vivere in pace ed in armonia. È doppiato in lingua originale da Thomas Fritsch ed in italiano da Stefano Modini.
Charles: è un gallo dall'accento francese. All'inizio del film, lui stava per farsi accoltellare da un cuoco per farsi mangiare, ma scappò uscendo fuori dalla finestra ed atterrò in una vasca da bagno, che era diventata la barca di Toby, Diablo, Winston, Giorgina e Sushi. È doppiato in lingua originale da Christoph Maria Herbst ed in italiano da Franco Mannella.
Toby: è un canguro rosso, amico di Diablo, che, insieme a lui, amano bere le lattine. Aveva un koala come amico, ma poi scappò dopo che l'Australia stava andando a fuoco. È doppiato in italiano da Luigi Ferraro.
Diablo: è un diavolo della Tasmania, amico di Toby. È piuttosto rozzo, aggressivo e di scarsa intelligenza, ma nonostante tutto è socievole e leale. Ama bere le lattine, mangiare tutto e scoreggiare. È l'unico personaggio che non parla, ma fa versi. È uguale a Taz dei Looney Tunes.